# Финал Мирового тура ATP 2016
Финал Мирового тура ATP 2016 (англ. Barclays ATP World Tour Finals 2015) — турнир сильнейших теннисистов, завершающий сезон ATP. В 2016 году проходило 47-е по счёту соревнование для одиночных игроков и 42-е для парных. Традиционно турнир проводится поздней осенью — в этом году с 13 по 20 ноября на кортах «O2 Арена» в столице Великобритании — Лондоне, — которая принимает его восьмой год подряд.
Прошлогодние победители:
- одиночки —  Новак Джокович
- пары —  Жан-Жюльен Ройер /  Хория Текэу

## Общая информация
Одиночный турнир собрал семерых из восьми лидеров чемпионской гонки по итогам сезона. В соревнованиях не смог принять участие финалист 2010 и 2013 годов и восьмой номер в чемпионской гонке Рафаэль Надаль, который досрочно завершил сезон из-за травмы левого запястья. Первым номером посева стал лидер мировой классификации Энди Маррей. Под вторым номером был посеян победитель четырёх последних розыгрышей турнира Новак Джокович. Оба фаворита выиграли свои группы, пройдя их без поражений. В полуфинале Джокович разгромил Кэя Нисикори, а Маррей не без труда в трёх сетах обыграл Милоша Раонича. В решающем матче Маррей смог прервать победную серию Джоковича на Итоговом турнире и впервые стал его победителем. Он стал первым представителем Великобритании, победившим на Итоговом турнире в любом разряде. По итогам 2016 года Маррей смог сохранить звание первой ракетки мира.
В мужском парном разряде титул неожиданно забрал пятый сеянный дуэт Хенри Континен и Джон Пирс. Континен стал первым представителем Финляндии, выигравшим Итоговый турнир в любом разряде, а Пирс стал первым представителем Австралии с 1996 года, который выиграл парные соревнования. В финале их дуэт обыграл седьмых номеров посева Равена Класена и Раджива Рама. Прошлогодние чемпионы Жан-Жюльен Ройер и Хория Текэу не смогли отобраться на итоговый турнир, поэтому не защищали свой титул.

## Квалификация
Квалификация на этот турнир происходит по итогам чемпионской гонки ATP.

### Одиночный турнир
Золотистым цветом выделены теннисисты, отобравшиеся в Лондон. 
 Серебристым — запасные на турнире в Лондоне, красным — те кто отобрался на турнир в качестве участника или запасного, но не смог принять участие в нём. 
| Чемпионская гонка на 8 ноября 2016 года. | Чемпионская гонка на 8 ноября 2016 года. | Чемпионская гонка на 8 ноября 2016 года. | Чемпионская гонка на 8 ноября 2016 года. |
| #                                        | Теннисист                                | Очки                                     | Турниры                                  |
| ---------------------------------------- | ---------------------------------------- | ---------------------------------------- | ---------------------------------------- |
| 1                                        | Энди Маррей                              | 11 185                                   | 16                                       |
| 2                                        | Новак Джокович                           | 10 780                                   | 14                                       |
| 3                                        | Станислас Вавринка                       | 5 115                                    | 19                                       |
| 4                                        | Милош Раонич                             | 5 050                                    | 18                                       |
| 5                                        | Кэй Нисикори                             | 4 705                                    | 19                                       |
| 6                                        | Гаэль Монфис                             | 3 625                                    | 16                                       |
| 7                                        | Марин Чилич                              | 3 450                                    | 17                                       |
| травма                                   | Рафаэль Надаль                           | 4 630                                    | 22                                       |
| 9                                        | Доминик Тим                              | 3 215                                    | 18                                       |
| отказ                                    | Томаш Бердых                             | 3 060                                    | 20                                       |
| 11                                       | Давид Гоффен                             | 2 780                                    | 20                                       |
| отказ                                    | Жо-Вильфрид Тсонга                       | 2 550                                    | 17                                       |
| отказ                                    | Ник Кирьос                               | 2 460                                    | 18                                       |
| 14                                       | Роберто Баутиста Агут                    | 2 350                                    | 19                                       |

В число участников одиночного турнира помимо 8 игроков основной сетки включают также двоих запасных.

### Парный турнир
| Рейтинг на 8 ноября 2016 года. | Рейтинг на 8 ноября 2016 года.    | Рейтинг на 8 ноября 2016 года. | Рейтинг на 8 ноября 2016 года. |
| #                              | Команда                           | Очки                           | Турниры                        |
| ------------------------------ | --------------------------------- | ------------------------------ | ------------------------------ |
| 1                              | Николя Маю Пьер-Юг Эрбер          | 7 825                          | 13                             |
| 2                              | Джейми Маррей Бруно Соарес        | 7 250                          | 19                             |
| 3                              | Боб Брайан Майк Брайан            | 6 340                          | 22                             |
| 4                              | Марк Лопес Фелисиано Лопес        | 4 440                          | 17                             |
| 5                              | Хенри Континен Джон Пирс          | 4 310                          | 23                             |
| 6                              | Иван Додиг Марсело Мело           | 4 130                          | 14                             |
| 7                              | Равен Класен Раджив Рам           | 3 690                          | 22                             |
| 8                              | Максим Мирный Трет Конрад Хьюи    | 3 155                          | 22                             |
| 10                             | Хуан Себастьян Кабаль Роберт Фара | 2 570                          | 23                             |

В число участников парного турнира помимо 8 дуэтов основной сетки включал также одних запасных.

## Соревнования

### Одиночные соревнования
Энди Маррей стал победителем над  Новака Джоковича со счётом 6-3, 6-4.
- Маррей выигрывает 9-й одиночный титул в сезоне и 44-й за карьеру в основном туре ассоциации.
- Джокович вышел в свой 10-й одиночный финал в сезоне и 95-й за карьеру в основном туре ассоциации.

### Парные соревнования
Хенри Континен /  Джон Пирс обыграли  Равена Класена /  Раджива Рама со счётом 2–6, 6–1, [10–8].
- Континен выигрывает 7-й парный титул в сезоне и 13-й за карьеру в основном туре ассоциации.
- Пирс выигрывает 5-й парный титул в сезоне и 11-й за карьеру в основном туре ассоциации.